# Run the World (Girls)
Run the World (Girls) ist ein Lied der US-amerikanischen Sängerin Beyoncé Knowles. Es wurde am 21. April 2011 als erste Single ihres vierten Albums veröffentlicht.

## Hintergrund
In einem Interview mit The Capital FM Network im März 2011 erklärte der Produzent Shea Taylor: „Die erste Single ist riesig und wird Ende April ihre Premiere haben“. Run the World wurde von Knowles und The-Dream geschrieben und von Knowles, Switch und Taylor produziert. Am 14. April 2011 gelangten zwei Ausschnitte des Liedes ins Internet. Eine Demoaufnahme von Run the World (Girls) gelangte am 18. April 2011 ins Internet.
Run the World (Girls) hatte seine Radiopremiere in den USA am 21. April 2011 und wurde am gleichen Tag weltweit als Download veröffentlicht.
Nach dem Knowles im Mai 2011 vom Billboard Magazin mit dem „Millennium Award“ für ihre Karriere und ihren Einfluss auf die Musikindustrie ausgezeichnet wurde, gab Knowles für das Magazin einen Interview, in dem sie über ihre Karriere als Solo-Künstlerin und über ihr viertes Album sprach. Zu Run the World sagte Knowles:

„Es ist definitiv riskanter als etwas … einfacheres. Ich hörte mir das Lied einfach an und liebte es, es war so verschieden: es fühlt sich ein bisschen afrikanisch, ein bisschen elektronisch und futuristisch an. Es erinnert mich daran was ich liebe, nämlich das zusammen mischen verschiedener Kulturen und Äras — Sachen, die normalerweise nicht zusammen passen — um einen neuen Sound zu kreiren. Ich kann nie sicher sein; Ich versuche es einfach. Schon bald habe ich dann eine Sache erreicht und setzte mir als nächstes höhere Ziele. So wurde ich erfolgreich und einflussreich und wurde, was ich bin.“

## Komposition und Inhalt
Run the World zeichnet sich durch eine Mischung aus Synthie-Pop- und R&B-Elementen aus und enthält Reminiszenzen an Michael Jacksons „frühe“ Werke. Run the World samplet den Beat von Major Lazers und Vybz Kartels Pon De Floor aus dem Jahre 2009. Zusätzlich wurde die Pause im Lied als „ekelhaft“ beschrieben.
Run the World beginnt mit einer Keyboardmelodie und einem „Club-Beat“. Dann fängt Knowles an zu singen: „Girls! / We run this mutha / Girls! / Who run the world.“ Knowles singt wieder mit einem Stakkato-Gesangsstil wie bei ihren vorherigen Werken. Vor dem Refrain lobt Knowles die Frauen, indem sie singt: „smart enough to make these millions, strong enough to bare the children, then get back to business“.
Das Lied endet mit einem Fade-out von Knowles’ Gesang.

## Kritik
Amos Barshad vom New York Magazine beschrieb Run the World als „eine Art von Monster — aggressiv, intensiv und sehr engagiert“. Er nannte das Lied „aussagekräftig“ („declarative“).

## Musikvideo
Die Regie zum Musikvideo zu Run the World übernahm Francis Lawrence, der schon für Destiny’s Childs Independent Women (2000) und Emotion (2001) als Regisseur fungierte. Knowles arbeitete mit acht verschiedenen Choreographen am Musikvideo, sowie mit 200 afrikanischen Tänzern, die ebenfalls im Musikvideo auftreten. Die Tänzer brachten Knowles einige afrikanische Tänze bei, die im Musikvideo Verwendung finden. Hinter den Kulissen vermuten Kritiker, dass das Musikvideo seinen Schwerpunkt bei den Choreographien haben werde. Das Musikvideo wurde zum Teil in der Mojave-Wüste, Kalifornien, gedreht. Andere Szenen des Videos wurden in Inglewood gedreht. Einige Bilder des Musikvideos gelangten am 12. April 2011 ins Internet und zeigen Knowles in einem Kriegsgebiet, Sie trägt eine Gladiatoren-Outfit mit einer goldenen Krone und schwenkt eine rote Flagge mit einem „B“-Logo. Sie ist von den weiteren Tänzern umgeben. Am 20. April 2011 wurde ein Teaser des Musikvideos veröffentlicht.
In einem Interview mit MTV News sagte der Regisseur Francis Lawrence zum Musikvideo: „Es wird großartig, möglicherweise das beste Video das Beyoncé je gedreht hat. Ich kann sagen, das Lied ist unglaublich.“ Das Musikvideo wurde vom 11. April bis zum 13. April 2011 gedreht. Er verglich das Musikvideo mit dem Video zu Lady Gagas Bad Romance (2009), bei dem Lawrence ebenfalls Regie führte.

## Kommerzieller Erfolg

### Chartplatzierungen
In den Niederlanden debütierte Run the World (Girls) am 23. April auf Platz 60. Im Vereinigten Königreich debütierte es auf Platz 18 und stieg in der kommenden Woche auf Rang 11. In den USA debütierte die Single auf Platz 33 der Billboard Hot 100. Aufgrund der bescheidenen Charterfolge in anderen Ländern, wurde Run the World (Girls) in Deutschland und Österreich nicht als Single veröffentlicht, sondern durch Beyoncés nächster Single Best Thing I Never Had ersetzt.
| ChartsChartplatzierungen       | Höchstplatzierung | Wochen |
| ------------------------------ | ----------------- | ------ |
| Schweiz (IFPI)                 | 22 (13 Wo.)       | 13     |
| Vereinigte Staaten (Billboard) | 29 (13 Wo.)       | 13     |
| Vereinigtes Königreich (OCC)   | 11 (19 Wo.)       | 19     |

### Auszeichnungen für Musikverkäufe
| Land/Region                  | Auszeichnungen für Musikverkäufe (Land/Region, Auszeichnung, Verkäufe) | Verkäufe  |
| ---------------------------- | ---------------------------------------------------------------------- | --------- |
| Australien (ARIA)            | 5× Platin                                                              | 350.000   |
| Belgien (BRMA)               | Gold                                                                   | 15.000    |
| Brasilien (PMB)              | Diamant                                                                | 250.000   |
| Dänemark (IFPI)              | Gold                                                                   | 30.000    |
| Deutschland (BVMI)           | Gold                                                                   | 150.000   |
| Frankreich (SNEP)            | —                                                                      | 55.000    |
| Italien (FIMI)               | Gold                                                                   | 25.000    |
| Kanada (MC)                  | 2× Platin                                                              | 160.000   |
| Neuseeland (RMNZ)            | 2× Platin                                                              | 60.000    |
| Portugal (AFP)               | Gold                                                                   | 5.000     |
| Schweden (IFPI)              | Platin                                                                 | 40.000    |
| Spanien (Promusicae)         | Gold                                                                   | 30.000    |
| Vereinigte Staaten (RIAA)    | 5× Platin                                                              | 5.000.000 |
| Vereinigtes Königreich (BPI) | Platin                                                                 | 600.000   |
| Insgesamt                    | 6× Gold · 16× Platin · 1× Diamant ·                                    | 6.770.000 |

Hauptartikel: Beyoncé/Auszeichnungen für Musikverkäufe

## Mitwirkende
Die folgenden Personen wirkten an der Entstehung des Lieds Run the World (Girls) mit:
- Songwriting: The-Dream, Beyoncé Knowles
- Gesang: Beyoncé Knowles
- Musiker: Switch, Beyoncé Knowles, Shea Taylor
- Toningenieur: Switch, Shea Taylor
- Assistenz: Beyoncé Knowles
- Produktion: Switch, Beyoncé Knowles, Shea Taylor